# Rigshospitalet Glostrup
Rigshospitalet - Glostrup (tidligere Amtssygehuset i Glostrup og Glostrup Hospital) er et hospital i Glostrup med landsfunktioner for hele Danmark inden for udvalgte specialer. I 2015 fusionerede hospitalet med Rigshospitalet.
På Rigshospitalet, Glostrup var der i 2014 42.666 operationer og 307.080 ambulante besøg.
Hospitalet har et optageområde på 165.000 borgere fra Albertslund, Brøndby, Ishøj, Høje Taastrup, Glostrup og Vallensbæk kommuner.
Glostrup Hospital har ca. 230.000 patienter årligt, hvoraf de ca. 40.000 er indlæggelser, og der gennemføres ca. 18.000 operationer årligt. Hospitalet beskæftiger ca. 3.200 ansatte, svarende til ca. 2.700 fuldtidsstillinger. Glostrup Hospitals skadestue er Østdanmarks største med ca. 48.000 patienter om året.
En afdeling af sygehusapoteket Region Hovedstadens Apotek er beliggende på Glostrup Hospital. Hospitalsapoteket leverer bl.a. medicin og andre farmaceutiske ydelser til Glostrup Hospital.

## Historie
Sygehuset var det første, der blev opført i Danmark efter anden verdenskrig. Det blev bygget i 1953-1958 efter en international arkitektkonkurrence, der blev vundet af de finske arkitekter Martta og Ragnar Ypyä samt Veikko Malmio, og sygehuset blev officielt åbnet den 2. september 1958 af Kong Frederik den 9. Oprindeligt havde sygehuset kapacitet til 795 senge, men det blev senere udvidet til 1000, bl.a. ved en tilbygning af en børne- og fødeafdeling. Senere er kapaciteten igen reduceret, og pr. 2008 var normeringen 512 døgnsenge. I 2014 havde hospitalet 259 sengepladser.
Den 10. juli 1987 eksploderede en bombe i kælderen under sygehuset og indledte sagen om Sygehusbomberne.
I forbindelse med kommunalreformen 2007 overgik hospitalet fra Københavns Amt til Region Hovedstaden. Den 1. januar 2015 fusionerede hospitalet med Rigshospitalet. Fra 1. juli 2015 hed det samlede hospital Rigshospitalet. Hospitalet i Glostrup betegnes "Rigshospitalet - Glostrup". I forbindelse med fusionen overgik hospitalets almenmedicinske afdeling til Amager-Hvidovre Hospital.